# Blabia strandiella
Blabia strandiella är en skalbaggsart som beskrevs av Stefan von Breuning 1943. Blabia strandiella ingår i släktet Blabia och familjen långhorningar. Inga underarter finns listade.